# Leski (folwark)
Leski, Laski (biał. Лескі) – dawny folwark na Białorusi, w obwodzie grodzieńskim, w rejonie świsłockim, w sielsowiecie Porozów. Następnie część wsi Leski, a od 1971 część wsi Nowosady, położona w jej południowej części.
W dwudziestoleciu międzywojennym miejscowość leżała w Polsce, w województwie białostockim, w powiecie wołkowyskim, w gminie Porozów. 16 października 1933 utworzyła gromadę Leski os. w gminie Porozów. Po II wojnie światowej weszła w struktury ZSRR.
15 listopada 1971 włączone do Nowosadów.